# هارمون (داکوتای شمالی)
هارمون(به انگلیسی: Harmon) شهری در ایالت داکوتای شمالی کشور ایالات متحده آمریکا است که جمعیت آن در سرشماری سال ۲۰۱۰ میلادی، ۱۴۵ نفر بوده‌است.